# Buzan (obwód astrachański)
Buzan (ros. Бузан) – osiedle w Rosji, w obwodzie astrachańskim, w rejonie krasnojarskim. W 2010 liczyło 1010 mieszkańców.